# Marcelo Magalhães Machado
Marcelo Magalhães Machado, meglio noto come Marcelinho Machado (Rio de Janeiro, 12 aprile 1975), è un ex cestista brasiliano.

## Biografia
Viene da una famiglia di cestisti: il padre Renê era in patria un affermato giocatore, lo zio Sérgio Macarrão vinse con il Brasile la medaglia di bronzo alle Olimpiadi di Tokyo 1966 e l'argento ai Mondiali del 1970, ma anche i fratelli Duda e Ricardo sono giocatori professionisti.
Guardia/ala di due metri, ha avuto nel tiro da fuori il suo punto di forza.

## Carriera

### Club
Cresciuto a livello giovanile tra Flamengo e Fluminense, negli anni '90 emerge come uno dei giovani talenti più promettenti del panorama nazionale. La sua carriera senior inizia tra Tijuca, Corinthians Santa Cruz do Sul e Botafogo.
Nel frattempo, nel 2001, svolge provini con i Vancouver Grizzlies e i Chicago Bulls, senza però essere ingaggiato. Tornato in Brasile, nella stagione 2001-02 veste i colori del Fluminense facendo registrare medie pari a 28 punti, 5,3 rimbalzi, 6,1 assist e 2,6 palle rubate a partita.
Nel settembre del 2002 inizia la sua prima parentesi lontano dal Brasile approdando nella Legadue italiana con l'ingaggio da parte dei Crabs Rimini, squadra in cui gioca al fianco del connazionale Guilherme Giovannoni. La stagione di Marcelinho non si rivela particolarmente positiva: a livello personale segna 16,8 punti di media tirando con il 44,4% da due e il 33,6% da tre, mentre la squadra evita la retrocessione alla penultima giornata.
Rimane in Europa anche l'anno seguente accettando l'offerta degli spagnoli del Cantabria militanti in Liga LEB, ovvero anche in questo caso la seconda serie nazionale. Chiude l'annata con 15,9 punti a partita, il 45,9% da due e il 37,4% da tre.
Nel 2004 torna a giocare in Brasile con l'ingaggio da parte del Telemar/Rio de Janeiro. La squadra, assemblata da Oscar Schmidt, termina la stagione regolare al primo posto, e nella fase finale avanza fino a conquistare il primo titolo nazionale della propria storia. Nel corso della regular season Marcelinho contribuisce con 28,1 punti a partita, ma nel corso della serie finale vinta 3-1 contro l'Unitri/Uberlândia la sua produzione offensiva aumenta a 36,4 punti di media. L'anno seguente è proprio l'Unitri/Uberlândia, precedentemente battuto in finale, a diventare la sua nuova squadra per la stagione 2005-06.
Marcelinho apre poi la sua terza e ultima parentesi europea nel 2006, a fronte del contratto annuale firmato con i lituani dello Žalgiris Kaunas. Con i biancoverdi debutta anche in Eurolega, la massima competizione continentale, giocando 12 partite di regular season in cui mette a referto 7,7 punti a partita con il 39,5% da due punti, il 26,3% da tre e un 17/17 ai tiri liberi. La squadra conquista il campionato lituano e la coppa nazionale.
Nel 2007 firma con il Flamengo e diventa capitano, iniziando di fatto quello che si rivelerà essere un periodo destinato a durare oltre un decennio, caratterizzato da alcuni tra i successi più importanti della storia del club. Insieme a lui, arriva anche il fratello Duda. Al primo anno di permanenza in squadra, i rossoneri vincono il primo Campeonato Brasileiro della loro storia, anche grazie ai 24,4 punti e alle 2,9 palle rubate a partita di Marcelinho. Il Flamengo bissa il titolo l'anno successivo, in una stagione in cui lo stesso Marcelinho viene eletto sia capocannoniere (con 26,9 punti di media) che MVP del campionato. Il 7 marzo 2010, a quasi 35 anni, segna 63 punti nella vittoria per 101-89 contro il São José e stabilisce un nuovo record per una partita del campionato brasiliano, infrangendo il precedente primato di 59 punti stabilito da Oscar Schmidt nel 1999. Anche le 16 triple da lui realizzate in quella partita (a fronte di 21 tentativi) rappresentano un record. A fine stagione la squadra non vince questa volta il titolo, ma Marcelinho si laurea nuovamente capocannoniere e MVP, confermandosi capocannoniere anche l'anno successivo, nel 2010-11. Nella prima giornata del campionato 2012-13, contro il Vila Velha Cetaf, Marcelinho si rompe il legamento crociato anteriore ed è costretto a saltare il resto di una stagione culminata per il Flamengo con la vittoria del titolo nazionale che mancava da quattro anni. Il 22 marzo 2014 segna 24 punti nella finale di FIBA Americas League di quell'anno vinta contro il Pinheiros. Nel settembre 2014 è titolare in entrambe le sfide contro il Maccabi Tel Aviv che consegnano al Flamengo la Coppa Intercontinentale 2014. I rossoneri si confermano inoltre campioni del Brasile anche nel 2014, 2015, e 2016. Nel luglio del 2017, Marcelinho firma l'ultimo rinnovo della sua carriera da giocatore. Si ritira al termine della stagione 2017-18 all'età di 43 anni, riuscendo nel frattempo a raggiungere il traguardo delle 500 partite ufficiali giocate con il club.

### Nazionale
Debutta con la maglia della Seleção nel 1998, anno in cui viene incluso tra i 12 convocati del CT Hélio Rubens per i Mondiali 1998 che vedono il Brasile concludere al decimo posto. Quattro anni più tardi, in occasione dei Mondiali 2002, con i suoi 20,8 punti di media è il quarto miglior realizzatore dell'intera competizione, dietro a Dirk Nowitzki, Víctor Díaz e Yao Ming. In totale, i Campionati Mondiali da lui disputati sono cinque, essendo stato convocato anche nelle edizioni del Mondiali 2006, del Mondiali 2010 e del Mondiali 2014. Queste partecipazioni lo rendono il giocatore con più mondiali disputati in assoluto, alla pari del portoricano Jerome Mincy.
L'unica Olimpiade da lui disputata è quella di Londra 2012, complice il fatto che i verdeoro nelle tre precedenti edizioni non si sono qualificati. Proprio al termine delle Olimpiadi 2012 annuncia il suo addio alla nazionale, salvo poi tornare temporaneamente nel 2014.
Il suo palmarès con la nazionale vede la presenza di due Campionati sudamericani (1999 e 2003), tre medaglie d'oro ai Giochi panamericani (1999, 2003 e 2007) e due Campionati americani FIBA Americas (2005 di cui è anche MVP e 2009).

## Palmarès

### Club
- Campionato brasiliano: 7

Telemar: 2005
Flamengo: 2008, 2009, 2013, 2014, 2015, 2016
- Campionato Carioca: 11

Telemar: 2004
Flamengo: 2007, 2008, 2009, 2010, 2011, 2012, 2013, 2014, 2015, 2016
- Campionato Mineiro: 1

Uberlândia: 2004
- Campionato lituano: 1

Žalgiris: 2007
- Coppa di Lituania: 1

Žalgiris: 2007
- Liga Sudamericana: 1

Flamengo: 2009
- FIBA Americas League: 1

Flamengo: 2014
- Coppa Intercontinentale: 1

Flamengo: 2014

### Nazionale
- Giochi panamericani: 3

1999, 2003, 2007
- FIBA Americas: 2

2005, 2009
- Campionati sudamericani: 2

1999, 2003
- Coppa Tuto Marchand: 3

2007, 2009, 2011